# Profilina

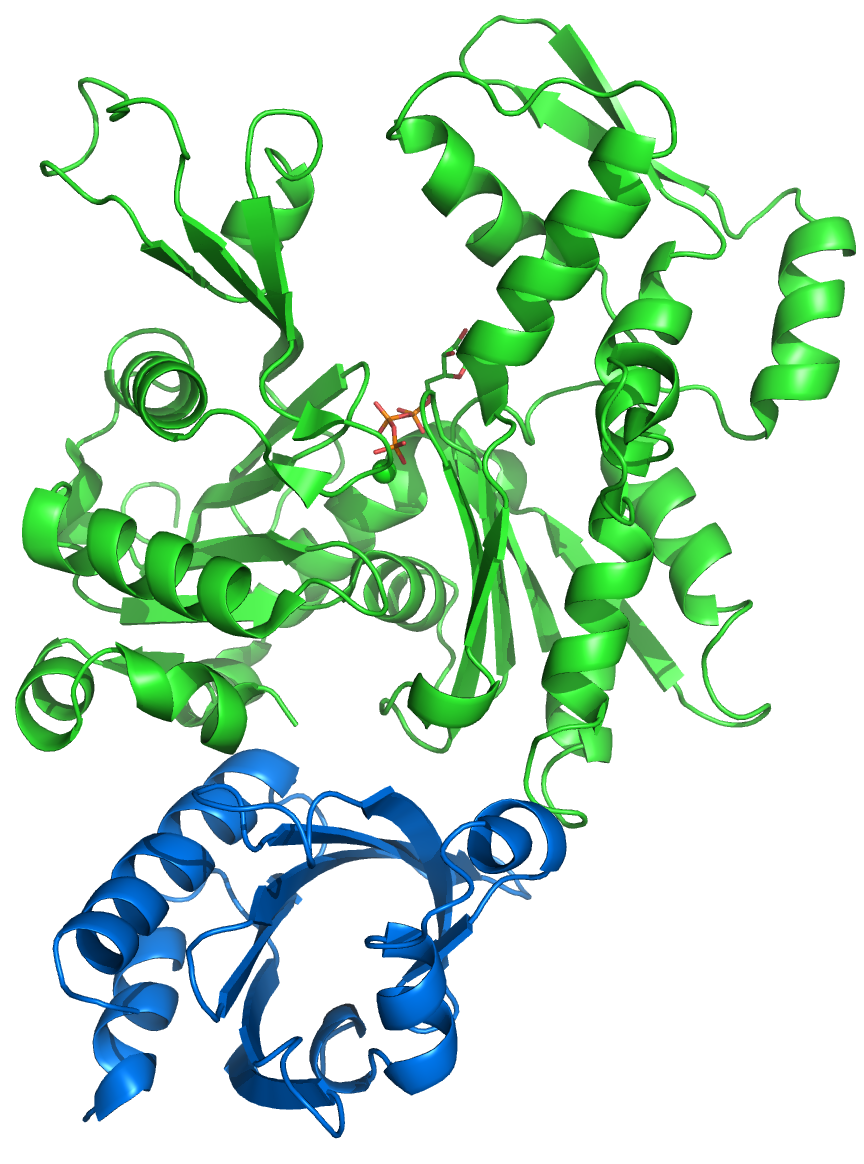
Profilina (blava) unida a l'actina (verda). (PDB, codi: 1BTF).

La profilina és una proteïna d'unió a actina involucrada en l'equilibri dinàmic d'acoblament del citoesquelet d'actina. Es troba a tots els organismes eucariotes, independentment del tipus cel·lular. És clau en el control espacial i temporal del creixement de microfilaments d'actina, estructures que intervenen en la determinació de la forma cel·lular, organogènesi, moviment cel·lular i d'altres processos. Té capacitat d'unió a pèptids amb repeticions de prolina; de fet, si bé interaccionen majoritàriament amb l'actina, les profilines poden interaccionar amb més de 50 proteïnes diferents. A més de les seves funcions de regulació del citoesquelet, la profilina sembla intervenir al nucli cel·lular com a component de l'spliceosoma d'ARN missatger.
Quant a la seva regulació, la profilina reconeix els fosfoinosítids fosfatidilinositol-4.5-difosfat i inositol trifosfat. Aquesta interacció reté la profilina en una forma inactiva; per recuperar la seva funcionalitat, cal hidròlisi mitjançada per la fosfolipasa C.
La profilina és l'al·lergogen més important de gramínies, bedoll, etc.